# 都市社会学
都市社会学（とししゃかいがく、英: Urban Sociology）は、都市生活の実態をふまえて、都市の構造や機能を多角的に分析、解明しようとする社会学の一領域。さらに役割、それらの変遷などを明らかにしようとする。20世紀初頭のシカゴ大学での研究活動がはじまりとされ（シカゴ学派）、その後マルクス主義の影響を受けた新都市社会学が階級問題やジェンダー、権力の構造を論点とした。

## 歴史と概略

### 古典的研究
都市社会を対象とする研究は古くから数多いが、一般に都市社会学と呼ばれる場合、その先駆的業績は、産業革命以降の急激な社会変動下にある都市の実態研究に求められる。その古典的な研究としては、フリードリヒ・エンゲルスやカール・マルクスらの都市研究が挙げられる。また、マックス・ウェーバーによる都市の歴史社会学的研究、ゲオルク・ジンメルの大都市生活論も忘れてはならない。ただし、実証的な実地調査に基づく都市社会学的研究は20世紀まで待たねばならない。

### シカゴ学派の誕生と日本の都市社会学
20世紀初頭、米国のシカゴ大学で研究が始まり、シカゴ学派と呼ばれる学究の集団が形成された。代表的な研究者としてルイス・ワース、アーネスト・バージェスらの名が挙げられる。ワースはアーバニズム論、バージェスは、同心円地帯論、遷移地帯論で知られる。
日本でも、すでに戦前から戦後にかけて、都市社会の実証的研究が行われてきた。矢崎武夫は、1949年9月から1952年9月まで3年間シカゴ大学大学院で、ルイス・ワースやP.ハウザーなどに都市社会学を学んでいる。そのほかに中心的な研究者として、鈴木栄太郎、磯村英一、奥井復太郎らを挙げることが出来る。

### 新都市社会学以後の展開
その後、マルクス主義の影響の下に、都市をジェンダーや階級など権力のあらわれる場ととらえるマニュエル・カステルら新都市社会学が登場して、都市問題の認識の前提に上記の視点が欠けているとしてシカゴ学派を批判した。
都市社会学は、つねに同時代の都市社会の姿を映す鏡であると言われる。このことは、現代の都市社会学にもあてはまり、今日では、グローバル化と都市の関係（グローバル都市論）、先進資本主義国大都市のインナーシティ、エスニック・マイノリティ問題、第三世界の大都市問題（メガシティ論）など、数多くの都市的問題に取り組まれている。
現在における日本の著名な研究者には、シカゴ学派の流れをくむ松本康、新都市社会学を介して空間論的転回の流れを決定づけた吉原直樹、シカゴ派の流れをくみつつもマルクス主義的のグローバル都市について論じた町村敬志がいるが、他に文化のあらわれる場所としての都市を社会学的に考察するものとして吉見俊哉や若林幹夫などがいる。吉見や若林らは自らの学問領域を都市社会学とはいわず、文化の社会学といういい方がされていたりするが、基本的には上記の空間論的転回の延長線上にある。

## グローバル都市論
フリードマンやイマニュエル・ウォーラーステインによる世界都市論を古典とし、現在では、サスキア・サッセンなどのグローバル都市論が隆盛している。

## インナーシティ論
かつてのアメリカでは、大都市インナーエリアを、海外移民や、南部農村から移動の黒人の吹き溜まり＝スラム、ゲットーとして位置づけ研究が進められてきたが、今日の都市社会学では、グローバル化の進展とともに能動的、積極的な生き方と都市的生活様式を身に付けた移民労働者が増加し、そうした人びとによるインナーシティの活性化に焦点が当てられている。日本では、奥田道大の研究がよく知られている。

## メガシティ論
メガシティは、主に1000万人以上の集住する都市域を指すが、周辺地域との相対的な疎密の極端な差を表現する際に使われることもある。人口過密域における人口爆発と大都市の関係に基本的な問題意識を据え、都市サービスやエネルギーの供給と反作用、衛生と都市インフラ、地域の強度と災害リスクといった諸問題に取り組む。そのため、土木工学、建築学、環境工学、社会学といった分野で学際的なプロジェクトの形を取ることがままある。